# جيف كيني (كاتب)
جيفري باتريك كيني (بالإنجليزية: Jeffrey Patrick Kinney) هو مصمم ألعاب ورسام كارتون ومنتج أفلام وممثل وكاتب أمريكي، اشتهر بتأليفه لسلسلة روايات يوميات الفتى الجبان، كما أنه صاحب ومُنشئ موقع بوبتروبيكا الخاص بالأطفال، بالإضافة أنه ظهر في فيلم يوميات الفتى الجبان المبني على سلسلة رواياته. ولد جيف في 19 فبراير 1971 في فورت واشنطن بولاية ماريلاند في الولايات المتحدة. ارتاد جامعة ماريلاند في أوائل التسعينات، وهناك قام بخلق شخصية خيالية Igdoof وصار ينشرها في صحيفة الجامعة The Diamondback.

## حياته الشخصية
ارتاد جيف مدرسة بيشوب ماكنارما الثانوية في فورستفيل في ماريلاند، ويعيش حاليّاً في بلينفيل في ولاية ماساتشوستش مع زوجته وابنيه الاثنين.

## حياته العملية

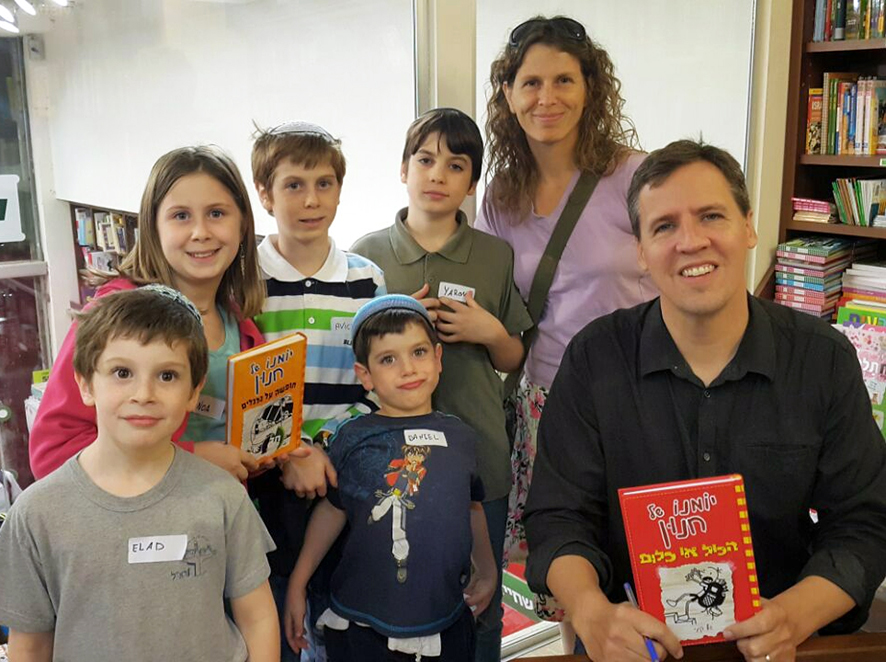
مؤلف "يوميات الفتى الجبان"، جيف كيني، خلال حفل توقيع كتاب في القدس، فلسطين، نوفمبر 2016

يعمل جيف بدوام كامل في تصميم ألعاب الإنترنت  كما أنه أنشأ موقع بوبتروبيكا الخاص بالأطفال والمعروف بشكل كبير بين الأطفال في أنحاء العالم. يضم الموقع جزيرتين تُدعيان بـ«Wimpy Wonderland و Wimpy Boardwalk» حيث نجد هناك شخصيات سلسلة يوميات الفتى الجبان في عالمه الخيالي.
وقد طُبع وبيع أكثر من 58 مليون نسخة من سلسلة الفتى الجبان في جميع أنحاء العالم في 2010 مما دفع منتجي الأفلام لتطوير فيلم مبني على الرواية، وقد شغل جيف منصب المنتج التنفيذي للفلم، وقام بالمشاركة كممثل في الجزء الثالث منه.

## الأفلام
الفيلم الأول مبني على الكتاب الأول وقد صدر في 19 مارس 2010. وقد قامت تونتيث سينتشوري فوكس بإنتاجه وهو من إخراج ثور فريدنثال. ومن بطولة زاكاري جوردون بدور غريغ هيفلي، وروبرت كابرون بدور رولي جيفرسون. وقد شارك جيف كيني كمنتج تنفيذي للفيلم.
وصدر الجزء الثاني من الفيلم في 25 مارس 2011 ومبني على الكتاب الثاني من السلسلة، وعاد زاكاري جوردون ليلعب دور غريغ هيفلي، وقام ديفيد بروس بإخراجه وكتب السيناريو كل من غابي ساكس وجيف جودا.
أما الجزء الثالث الذي صدر في 3 أغسطس 2012 مبني على كل من الكتاب الثالث والرابع من سلسلة الكتب، وقام جيف كيني بأداء دور بسيط فيه وهو والد هيثر هيلز.
- يوميات الفتى الجبان 2010
- يوميات الفتى الجبان: قواعد رودريك 2011
- يوميات الفتى الجبان: أيام الكلب 2012

## الكتب

### سلسلةمذكرات طالب
في 2004، أصدر موقع FunBrain بالاشتراك مع جيف نسخة رقمية من الفتى الجبان، واستمر الموقع بإصدار أعداد منه حتى يونيو 2005. ثم صدر الكتاب نُسخة إلكترونية ولقي نجاحاً وقرأه أكثر من 20 مليون قارئ في 2007. وقد طلب العديد من القرّاء نُسخة مطبوعة من الكتابة، إلى أن وافق جيف على نشره في 2007. وحتى الآن، تم إصدار تسعة روايات من السلسلة. وفي 2009، وُضِعَ اسم جيف كيني كأحد أكثر الأشخاص تأثيراً في العالم في مجلة التايم.
1. يوميات الفتى الجبان.
2. يوميات الفتى الجبان: قواعد رودريك.
3. يوميات الفتى الجبان: القشة الأخيرة.
4. يوميات الفتى الجبان: أيام الكلب.
5. يوميات الفتى الجبان: الحقيقة البشعة.
6. يوميات الفتى الجبان: حُمّى الكوخ.
7. يوميات الفتى الجبان: عجلة الثالث.
8. يوميات الفتى الجبان: حظ سيء.
9. يوميات الفتى الجبان: على المدى الطويل.
10. يوميات الفتى الجبان: المدرسة القديمة

## روابط خارجية
- جيف كيني على موقع IMDb (الإنجليزية)
- جيف كيني على موقع روتن توميتوز (الإنجليزية)
- جيف كيني على موقع مونزينجر (الألمانية)
- جيف كيني على موقع ميوزك برينز (الإنجليزية)
- جيف كيني على موقع أول موفي (الإنجليزية)
- جيف كيني على موقع قاعدة بيانات الفيلم (الإنجليزية)